# De Roos (Westkapelle)
De Roos was een beltmolen in het Zeeuwse stadje Westkapelle. De korenmolen, gebouwd in 1853, stond aan de zuidkant van Westkapelle.
Tijdens het Engelse bombardement van Walcheren op 3 oktober 1944 werd De Roos verwoest. Daarbij kwamen 44 mensen om, die zich in de belt van de molen schuilhielden voor het oorlogsgeweld. Er waren slechts drie overlevenden. Deze ramp wordt gezien als een van de meest aangrijpende gebeurtenissen uit de oorlogsgeschiedenis van Westkapelle. Men schuilde er voor het bombardement, maar door het instorten van de molen kon men niet uit de kelder komen. Door het instromende zeewater als gevolg van het bombardement op de dijk verdronken 44 van de 47 mensen in de kelder. Het ging om 16 kinderen ([Adriaan Minderhoud (4), Adriana Huibregtse (14), Daniel Lievense (10 maanden), Dommis Huibregtse (4), Jacobus Egbert van Hoepen (10), Jakobus Johannes Dekker (10), Jakobus van Peene (1), Jan Lievense (9), Johanna Jannetje Hengst (6), Johanna van Hoepen (12), Kornelis Brasser (9),Lena van Hoepen (7), Lourus van Peene (10), Pieter Huibregtse (9), Pieter Hengst (14) en Pieternella Brasser (13)]) en 28 volwassenen ouder dan 16 jaar, allen uit Westkapelle: Barbara Brasser-Westerbeke (68), Johanna Brasser-Brasser (42), Joost Brasser (20), Pieternella Brasser (32), Jan Brasser (56), Johanna Brasser-Louwerse (57), Maatje Dekker-Minderhoud (41), Leuntje Dekker (16), Simon Hengst (46), Sentina Hengst-Huibregtse (44), Jan Hengst (19), Willeboord Hengst (17), Pieter Chr. Anth. van Hoepen (40), Lourina van Hoepen-Louwerse (40), Adriaan Jan Huibregtse (41), Jakomina Huibregtse-Peene (39), Maatje Janisse-Roelse (33), Willeboord Lievense (37), Pieternella Lievense-Lievense (35), Adriaan Minderhoud (33), Adriana Minderhoud-de Pagter (31), Daniël de Pagter (52), Adriana de Pagter-Brasser (49), Johanna de Pagter (18), Pieternella van Peene-Minderhoud (30), Pieter van Peene (33), Abraham Kornelis Theune (73) en Elizabeth Theune-Abrahamse (73). 
Molenaarsdochter Jo Theune (38) wordt als eerste gered. Daarna weten alleen nog Joost Janisse en zijn babydochtertje Korrie (9 maanden) uit de kelder te komen. 
Een restant van de betonnen fundering van het motorhuis van de molen is sinds 2004 een oorlogsmonument. Het staat in de tuin van het Polderhuis Westkapelle, het plaatselijke historische museum.
1. ↑  Stichting Cultuurbehoud Westkapelle,  Molens (5 juni 2013). Gearchiveerd op 27 september 2021. Geraadpleegd op 14 oktober 2021.